# Julia Kuhn
Julia Kuhn (ur. 7 czerwca 1985 w Würselen) – niemiecka zawodniczka startująca w wyścigach samochodowych.

## Kariera

### Początki
Kuhn rozpoczęła karierę w wyścigach samochodowych w roku 2003, od startów w SpeedWomen Cup oraz Niemieckiej Formule Volkswagen. W żadnej z tych serii nie stawała jednak na podium. Z dorobkiem odpowiednio 24 i 86 punktów uplasowała się odpowiednio na 18 i 16 pozycji w klasyfikacji generalnej.

### Formuła 3 Euro Series
W latach 2005–2006 Niemka startowała w Formule 3 Euroseries. Nigdy jednak nie zdobywała punktów.

## Statystyki
| Sezon | Seria                        | Zespół          | Wyścigi | Zwycięstwa | PP | NO | Podium | Punkty | Pozycja |
| ----- | ---------------------------- | --------------- | ------- | ---------- | -- | -- | ------ | ------ | ------- |
| 2003  | Niemiecka Formuła Volkswagen |                 | 14      | 0          | 0  | 0  | 0      | 86     | 16      |
| 2003  | SpeedWomen Cup               |                 |         |            |    |    |        | 24     | 18      |
| 2005  | Formuła 3 Euro Series        | Kuhn Motorsport | 2       | 0          | 0  | 0  | 0      | 0      | NS      |
| 2006  | Formuła 3 Euro Series        | Kuhn Motorsport | 6       | 0          | 0  | 0  | 0      | 0      | NS      |